# Ејми Акер
Ејми Луиз Акер (Далас; 5. децембар 1976) је америчка глумица. Најпознатија је по улогама Винифред Беркл и Илирије у натприродној драмској серији Angel (2001–2004), Кели Пејтон у акционо-драмској серији Алијас (2005–2006), као и Рут у научнофантастичној серији Стална мета (2012–2016). У периоду од 2017. до 2019. године тумачила је лик Кејтлин Стракер у суперхеројској драмској серији Надарени, заснованој на Икс-мен стриповима издавачке куће Marvel Comics.

## Рани живот
Ејми Луиз Акер је рођена и одрасла у Даласу, у савезној држави Тексас, у породици домаћице и адвоката. Четрнаест година се бавила балетом и модерним плесом, али је услед операције колена у средњој школи морала да прекине балетску каријеру. Завршила је средњу школу у Даласу 1995. године, а 1999. стекла диплому из позоришне уметности на Јужном методистичком универзитету.
Током треће године студија, бавила се манекенством за каталог компаније J. Crew. Након тога је неколико сезона наступала као позоришна глумица, укључујући и ангажман у Америчком позоришту играча у Спринг Грину, Висконсин.

## Каријера
Акер је своју прву значајну телевизијску улогу остварила као Винифред „Фред“ Беркл у серији Angel (сезоне 2–5), а у завршној сезони тумачила је и лик Илирије. За ову улогу добила је Награду Сатурн за најбољу споредну женску улогу на телевизији 2003. године.
Године 2005. придружила се глумачкој екипи серије Алијас у њеној последњој сезони, у којој је тумачила антагонисту Кели Пејтон. Исте године позајмила је глас јунакињи Хантрес у анимираној серији Justice League Unlimited. Такође се појавила као гошћа у серији Како сам упознао вашу мајку, где је глумила заједно са Алексисом Денисофом, колегом из серије Angel.
У серији Dollhouse Џоса Видона тумачила је лик др Клер Сандерс/Виски. У првој сезони појавила се у 10 од 13 епизода, а у другој у три епизоде.
Године 2010. играла је Рејчел Конрој у драмској серији Happy Town на каналу ABC. Те године се појавила и у финалној епизоди прве сезоне серије Human Target, као и у серији Добра жена 25. маја. Играла је и у хорор филму Колиба у шуми, премијерно приказаном 13. априла 2012. Те године наступила је као гошћа у серијама Warehouse 13, Једном давно и Грим, а такође је играла Беатрис у филмској адаптацији Шекспировог дела Much Ado About Nothing у режији Џоса Видона.
У трећој сезони ситкома Husbands тумачила је Клаудију, бившу вереницу једног од главних ликова. У марту 2014. појавила се као Одри Нејтан, бивша љубав Фила Колсона, у епизоди серије Агенти Шилда.
Између 2012. и 2016. играла је Саманту „Рут“ Гроувс у серији Стална мета, где је од треће сезоне била редовна чланица екипе. Од 100. епизоде серије, позајмљује глас Вештачкој интелигенцији (Machine), а у финалу се појављује и као њена визуелна манифестација.
У марту 2017. добила је улогу Кејтлин Стракер у пилоту серије Надарени на каналу Fox, која је у мају исте године добила пуну продукцију. Серија се емитовала од 2. октобра 2017. до 17. априла 2019, када је отказана након две сезоне.
Године 2019. појавила се у хумористичкој серији What Just Happened??! with Fred Savage, као др Рејчел Лејн у измишљеној серији у оквиру саме емисије, под називом The Flare.

## Лични живот
Ејми Акер се 25. априла 2003. године у Калифорнији удала за глумца Џејмса Карпинела. Пар има двоје деце, сина рођеног 2005. и ћерку рођену 2006. године.

## Филмографија

### Филмови
| Година | Назив                     | Улога            | Напомене    |
| ------ | ------------------------- | ---------------- | ----------- |
| 2001   | The Accident              | Нина             | Кратки филм |
| 2002   | Groom Lake                | Кејт             | [ 18 ]      |
| 2002   | Ухвати ме ако можеш       | Миги             | [ 19 ]      |
| 2006   | The Novice                | Џил Јарут        | [ 20 ]      |
| 2009   | 21 and a Wake-Up          | Кејтлин Марфи    | [ 21 ]      |
| 2011   | Sironia                   | Моли Фишер       | [ 22 ]      |
| 2012   | Колиба у шуми             | Венди Лин        | [ 23 ]      |
| 2012   | Much Ado About Nothing    | Беатрис          | [ 24 ]      |
| 2014   | Let's Kill Ward's Wife    | Џина             | [ 25 ]      |
| 2016   | The Energy Specialist     | Клер             | [ 26 ]      |
| 2017   | Amanda & Jack Go Glamping | Аманда           | [ 27 ]      |
| 2020   | Superman: Red Son         | Лоис Лејн (глас) | видео       |
| 2024   | Ordinary Angels           | Тереса           | [ 29 ]      |
| 2025   | The Unbreakable Boy       | Лори             | [ 30 ]      |

### Телевизија
| Година     | Назив                                                     | Улога                                    | Напомене                                                                                       |
| ---------- | --------------------------------------------------------- | ---------------------------------------- | ---------------------------------------------------------------------------------------------- |
| 1998-1999  | Wishbone                                                  | Присила / Кетрин Морланд / Венус         | 3 епизоде                                                                                      |
| 1999       | To Serve and Protect                                      | Мелиса Јоргенсен                         | Епизода: Part II                                                                               |
| 2001       | Special Unit 2                                            | Ненси                                    | Епизода: The Invisible                                                                         |
| 2001–2004  | Angel                                                     | Винифред Беркл / Илирија                 | Понављајућа улога (2. сезона) Главна улога (сезоне 3-5)                                        |
| 2003       | Return to the Batcave: The Misadventures of Adam and Burt | Бони Линдзи                              | Телевизијски филм (CBS)                                                                        |
| 2004       | Џони Браво                                                | Џеки, касирка (глас)                     | Епизода: Double Vision                                                                         |
| 2005       | Ловци на натприродно                                      | Андреа Бар                               | Епизода: Dead in the Water                                                                     |
| 2005–2006  | Justice League Unlimited                                  | Хантрес / Хелена Бертинели (глас)        | 4 епизоде                                                                                      |
| 2005–2006  | Алијас                                                    | Кели Пејтон                              | Главна улога (5. сезона) 13 епизода                                                            |
| 2006       | Kako sam upoznao vašu majku                               | Пенелопи                                 | Епизода: Come On                                                                               |
| 2007       | Drive                                                     | Кетрин Тули                              | 3 епизоде                                                                                      |
| 2007       | Ред и закон: Злочиначке намере                            | Лесли Лезард                             | Епизода: Smile                                                                                 |
| 2007       | Шапат духова                                              | Теса                                     | Епизода: Weight of What Was                                                                    |
| 2008       | Voices                                                    | Ели Дејли                                | Телевизијски филм                                                                              |
| 2008       | Fire and Ice: The Dragon Chronicles                       | Принцеза Луиза                           | Телевизијски филм                                                                              |
| 2008       | October Road                                              | Девојка у плавој униформи / Џени Бристол | 2 епизоде                                                                                      |
| 2008       | Приватна пракса                                           | Моли Мадисон                             | Епизода: A Family Thing                                                                        |
| 2009–2010  | Dollhouse                                                 | Др. Клер Сондерс / Виски                 | Понављајућа улога (14 епизода)                                                                 |
| 2010       | Human Target                                              | Кетрин Волтерс                           | Епизода: Christopher Chance                                                                    |
| 2010       | Добра жена                                                | Триш Аркин                               | Епизода: Running                                                                               |
| 2010       | Happy Town                                                | Рејчел Конрој                            | Главна улога (8 епизода)                                                                       |
| 2010       | No Ordinary Family                                        | Аманда Грејсон                           | 2 епизоде                                                                                      |
| 2011       | Dear Santa                                                | Кристал Карутерс                         | Телевизијски филм                                                                              |
| 2011, 2013 | Место злочина: Лас Вегас                                  | Сенди Колфакс                            | 2 епизоде                                                                                      |
| 2012       | Грим                                                      | Лена Марченко                            | Епизода: Tarantella                                                                            |
| 2012       | Једном давно                                              | Астрид / Нова                            | Епизода: Dreamy                                                                                |
| 2012       | Warehouse 13                                              | Трејси                                   | Епизода: The Ones You Love                                                                     |
| 2012–2016  | Стална мета                                               | Саманта „Рут“ Гроувс                     | Гостујућа улога (1. сезона) Понављајућа улога (2. сезона) Главна улога (сезоне 3–5) 65 епизода |
| 2013       | Скуби-Ду! Друштво за демистеризацију                      | Нова (глас)                              | 4 епизоде                                                                                      |
| 2014       | Агенти Шилда                                              | Одри Нејтан                              | Епизода: The Only Light in the Darkness                                                        |
| 2015       | A Novel Romance                                           | Софи                                     | Телевизијски филм                                                                              |
| 2015–2019  | Два лица правде                                           | Естер Лит-Еделстин                       | 5 епизода (сезоне 5, 8–9)                                                                      |
| 2016–2017  | Макгајвер                                                 | Сара Адлер                               | 2 епизоде                                                                                      |
| 2016       | A Nutcracker Christmas                                    | Лили                                     | Телевизијски филм                                                                              |
| 2017–2019  | Надарени                                                  | Кејтлин Стракер                          | Главна улога                                                                                   |
| 2019       | What Just Happened??! with Fred Savage                    | др Рејчел Лејн                           | Епизода: Family                                                                                |
| 2019       | Увод у анатомију                                          | Кетлин Шепард                            | Епизода: Good Shepherd                                                                         |
| 2020       | God Friended Me                                           | Тами                                     | Епизода: Almost Famous                                                                         |
| 2021       | All Rise                                                  | Џорџа Најт                               | 2 епизоде                                                                                      |
| 2021       | Crashing Through the Snow                                 | Меги                                     | Телевизијски филм                                                                              |
| 2022       | 9-1-1: Lone Star                                          | Кетрин                                   | 6 епизода (сезона 3)                                                                           |
| 2023       | The Watchful Eye                                          | Тори                                     | Главна улога                                                                                   |
| 2025       | Chicago Med                                               | Хедер Вилијамс                           | Епизода: The Book of Archer                                                                    |

### Веб-серије
| Година    | Назив             | Улога     | Напомене  |
| --------- | ----------------- | --------- | --------- |
| 2008      | Who Cut the Cake? | Лизи      | 3 епизоде |
| 2013      | Husbands          | Клаудија  | 1 епизода |
| 2015–2017 | Con Man           | Дон Џоунс | 8 епизода |

## Награде и номинације
| Година | Награда                     | Категорија                                             | Остварења | Резултат   |
| ------ | --------------------------- | ------------------------------------------------------ | --------- | ---------- |
| 2003   | Награде Сатурн              | Награда за најбољу споредну женску улогу на телевизији | Angel     | Победила   |
| 2004   | Награде Сатурн              | Награда за најбољу споредну женску улогу на телевизији | Angel     | Номинована |
| 2014   | Награде за независне серије | Најбоља гостујућа звезда – комедија                    | Husbands  | Победила   |